# Aegukga
Aegukga (애국가?, 愛國歌?, La canzone patriottica) è l'inno nazionale della Corea del Sud.

## Origini
Alla fine dell'Ottocento, la dinastia Joseon iniziò ad avere contatti con gli altri Paesi, tra i quali Stati Uniti, Regno Unito e Russia. Quest'incontro diede origine al patriottismo e portò alla creazione di diversi Aegukga. Per esempio, tra le opere del 1896 ne sono inclusi alcuni di Na Pil-gun, Han Myung-one e Lee Yong-mu. Si ritiene che il testo sia stato scritto per la cerimonia di posa delle fondamenta dell'Arco dell'Indipendenza a Seoul avvenuta il 21 novembre 1896; questa canzone però si distingue da quella cantata dall'Accademia Militare nel 1898 e dalle canzoni cantate per il compleanno del precedente imperatore. Esistono molte teorie sul compositore: egli è tradizionalmente identificato in Yun Chi-ho, un politico oppure in Ahn Chang-ho, leader ed educatore pro-indipendenza. Altre teorie citano Choi Byung-hun, Kim In-sik e Min Yeong-hwan. Il Comitato per la ricerca del compositore dell'Aegukga fu creato nel 1955 dal governo su richiesta degli Stati Uniti, ma concluse che non c'erano abbastanza prove per stabilirlo.
Un libro risalente all'Impero Coreano del 1900 testimonia l'esistenza di un altro inno nazionale. Si chiamava "Aegukga dell'Impero Coreano" ed è credenza comune che fosse stato scritto da Franz Eckert, sebbene taluni arguiscano che le testimonianze sulla vita di Eckert mostrano che è impossibile che sia stato lui. La canzone attribuita ad Eckert fu istituita dai militari nel 1902 e una versione con testo differente iniziò ad essere imposta nelle scuole nel 1904. Si crede che tale linea d'azione sia stato un sottoprodotto del Trattato dell'Eulsa del 1905 e del Trattato di annessione nippo-coreano del 1907.
Inizialmente, l'Aegukga veniva cantato sulla musica tradizionale scozzese Auld Lang Syne, introdotta in Corea dai Missionari occidentali. Il Governo provvisorio della Repubblica di Corea lo adottò come inno nazionale. Durante la colonizzazione giapponese (1910-1945) venne proibito, ma i coreani continuarono a cantarlo, esprimendo il loro spirito di libertà e d'indipendenza. Durante una cerimonia che celebrava la fondazione della Corea del Sud nel 15 agosto 1948, la melodia scozzese fu sostituita dal finale di Korea Fantasia che Ahn Eak-tai aveva composto nel 1935. Il nuovo inno fu approvato con Decreto Presidenziale del 1948 da Syngman Rhee, l'allora presidente della Repubblica di Corea.
La Corea del Nord, frattanto separatasi da quella del Sud, decise di non adottare questo inno, creandone uno ad hoc, intitolato Aegukka (애국가?, 愛國歌?; una diversa trascrizione di "애국가?").
Nel marzo del 2005 la vedova del compositore dell'inno rinunciò ai diritti d'autore, donandoli al governo sudcoreano. I testi, scritti nel XIX secolo, sono in dominio pubblico.

## Testo in coreano
Hangeul

동해 물과 백두산이 마르고 닳도록
하느님이 보우하사 우리나라 만세.?
Ritornello
무궁화 삼천리 화려강산
대한 사람, 대한으로 길이 보전하세.?
남산 위에 저 소나무 철갑을 두른 듯
바람서리 불변함은 우리 기상일세.?
Ritornello
가을 하늘 공활한데 높고 구름 없이
밝은 달은 우리 가슴 일편단심일세.?
Ritornello
이 기상과 이 맘으로 충성을 다하여
괴로우나 즐거우나 나라 사랑하세.?
Ritornello
Traslitterazione

Donghae mulgwa Baekdusan-i mareugo dalhtorok
Haneunim-i bo-uhasa urinara manse.
Ritornello
Mugung-hwa samcheolli hwaryeogangsan
Daehan saram, daehan-euro gir-i bojeonhase.
Namsan wi-e jeo sonamu cheolgab-eul dureun deut
baramseori bulbyeonham-eun uri gisang-ilse.
Ritornello
Ga-eul haneul gonghwalhande nopgo gureum eobs-i
Balg-eun dar-eun uri gaseum ilpyeondansim-ilse.
Ritornello
I gisanggwa i mam-euro chungseong-eul daha-yeo
Goero-una jeulgeo-una nara saranghase.
Ritornello
Traduzione libera

Finché il Mare Orientale non si prosciugherà e il Monte Baekdu non si usurerà,
Che Dio protegga il nostro paese per diecimila anni.
Ritornello
Tremila li  di splendidi fiumi e montagne pieni di ibischi;
Grandi coreani, siate fedeli ai modi della grande Corea.
Come il pino sul monte Namsan si erge, come avvolto da un'armatura,
immutato nel vento e nel freddo, così sia il nostro spirito flessibile.
Ritornello
I cieli d'autunno sono vuoti e vasti, alti e senza nuvole,
la luna radiante è come il nostro cuore, indivisibile e unico.
Ritornello
Con questo spirito e questa mentalità, diamo tutta la nostra lealtà,
nella gioia e nella sofferenza, per amare la nostra nazione.
Ritornello